# Baccaurea odoratissima
Baccaurea odoratissima är en emblikaväxtart som beskrevs av Adolph Daniel Edward Elmer. Baccaurea odoratissima ingår i släktet Baccaurea och familjen emblikaväxter. IUCN kategoriserar arten globalt som sårbar. Inga underarter finns listade i Catalogue of Life.